# Xylopia dielsii
Xylopia dielsii Cavaco & Keraudren – gatunek rośliny z rodziny flaszowcowatych (Annonaceae Juss.). Występuje endemicznie we wschodniej części Madagaskaru. 

## Morfologia
PokrójZimozielone drzewo dorastające do 30 m wysokości. Kora ma czarną barwę.
LiścieMają kształt od owalnego do podłużnego. Mierzą 7–8,5 cm długości oraz 3,5–4,5 szerokości. Nasada liścia jest rozwarta lub zaokrąglona. Wierzchołek jest spiczasty. Ogonek liściowy jest owłosiony i dorasta do 10 mm długości.
KwiatySą pojedyncze lub w parach. Rozwijają się w kątach pędów. Działki kielicha są nagie, mają owalnie trójkątny kształt i dorastają do 2 mm długości. Płatki mają lancetowaty kształt i dorastają do 18–20 mm długości. Są owłosione, prawie takie same. Słupków jest 7. Są omszone i mierzą 1 mm długości.
OwoceZłożone z czarnych rozłupni. Mają podłużnie jajowaty kształt. Osiągają 9,5 cm długości oraz 0,6 cm średnicy.

## Biologia i ekologia
Rośnie w lasach.